# 충주호
충주호(忠州湖)는 1985년에 종민동과 동량면 사이의 계곡을 막아서 조성한 충주댐에 위치한 인공 호수로, 충청북도 단양군, 제천시, 충주시에 걸쳐 있다.
충주 계명산 아래에 건설된 충주댐 본댐에서부터 시작하여 제천시와 멀리 단양군 도담삼봉까지 이르는 광활한 호수를 이루고 있다.
면적 67.5km2, 평균수심 97.5 m이며, 저수량은 27억 5천만톤이다.

## 호수 이름에 대한 지역별 입장
제천시에서는 충주호 수몰 지역이 제천 지역에 가장 많이 속해 있으나 명칭 결정시 이러한 점을 무시하고 결정하였다고 주장하며, 충주호의 이름을 청풍면의 지명에 따라 청풍호(淸風湖)로 바꾸어 줄 것을 요구하고 있다. 이에 제천시청에서는 지역 내 도로 안내 표지판의 충주호 표기를 '청풍호'로 바꾸었으며, 지역 단체에서는 청풍호 개명을 위한 운동을 벌이고 있다. 그러나 충주시에서는 인공 호수의 명칭은 댐의 명칭을 따라가는 것이 원칙이라며 반박하고, 기존의 입장을 고수하고 있다. 국가에서 발행한 지도 등에서 사용된 충주호 명칭이 국가지명위에서 정한 명칭은 아니라는 게 확인되어 논란이 다시 일고 있다.
한편 충주호는 제천시의 이러한 입장에 힘입어 민간영역에서는 청풍호로도 함께 불리며 충주호가 인공적으로 조성되면서 여러 지역이 수몰된 측면이 부각되어 충주호의 탄금대 일원은 '탄금호'로 불리며 단양군 일원의 유역은 '단양호'로도 언급됨으로써 충주호에 대한 권역별 명칭 사용이 점점 현실화 되고있다.

## 미디어
- KBS 1TV의 영상앨범 산에서도 소개되었다.

## 같이 보기
- 충주댐
- 대청호
- 도담삼봉